# Changin'
「Changin'」（チェンジン）は、ステファニー feat.田中ロウマのシングル。ステファニーとしては5枚目のシングルとなる。

## 概要
1stアルバム『ステファニー』のリリースから4ヶ月半ぶりとなる新作。初回生産版は『D.Gray-man』絵柄ワイドキャップ仕様となっている。
本作ではステファニーと同じくアメリカ合衆国カリフォルニア州出身の歌手・田中ロウマをフィーチャリングしている。CDには2人で歌うバージョンとステファニーがソロで歌うバージョンの2種類が収録されており、タイアップ作品である『D.Gray-man』ではソロバージョンが使用されている。

## 収録曲
全作曲：ジョー・リノイエ
1. Changin' (Stephanie feat. Tanaka ROMA)
  - 作詞：STEPHANIE & mavie、編曲：ジョー・リノイエ & 長岡成貢、弦編曲：長岡成貢
2. Changin' (Stephanie Only ver.)
  - テレビ東京系アニメ『D.Gray-man』エンディングテーマ（第91話 - 第102話）[2]
3. Together
  - 作詞：STEPHANIE、編曲：ジョー・リノイエ & Yukinori Nakano
4. Truth (orchestral ver.)
  - 作詞：STEPHANIE & 矢住夏菜、編曲：ジョー・リノイエ & Kentaro Sato
  - 1stアルバム『ステファニー』収録曲である「Truth」のオーケストラアレンジバージョン。

## 収録アルバム
- 『Colors of my Voice』（#1, #3）